# Aeschynomene leptostachya
Aeschynomene leptostachya är en ärtväxtart som beskrevs av George Bentham. Aeschynomene leptostachya ingår i släktet Aeschynomene och familjen ärtväxter. Inga underarter finns listade i Catalogue of Life.